# Arnica
Arnica là một chi thực vật có hoa trong họ Cúc (Asteraceae).

## Loài
Chi Arnica gồm các loài: